# Guerras franco-moravas
Las guerras franco-moravas fueron una serie de sangrientos conflictos que enfrentaron a Arnulfo de Carintia con Svatopluk I de Moravia a finales del siglo IX y que afectaron principalmente a Panonia y la región central del Danubio.
El primer conflicto se libró entre el 882 y el 884. Las fuentes afirman que Svatopluk arrasó parte de la región «a sangre y fuego» y perpetró matanzas. Las dos partes enfrentadas firmaron la paz en Tulln en 884.
Arnulfo envió una embajada encabezada por el margrave Aribo a Moravia para renovar la paz en el 891, según los Anales de Fulda. El margrave anunció al poco que los legados regresaban de ver a Svatopluk y que los moravos habían accedido a mantener relaciones cordiales. Sin embargo, Svatopluk incumplió sus promesas, por lo que Arnulfo decidió invadir Moravia ese mismo año. Primero, Arnulfo se reunió con Braslav, el dux eslavo de la región del río Sava y luego aprestó un ejército de franconios, bávaros y alamanes, que reforzó con húngaros (el reclutamiento de húngaros fue criticado por los autores otonianos, que culparon a Arnulfo de haberles franqueado el acceso a Europa).